# Кара-Таш (Кара-Кульджинский район)
Кара-Таш (кирг. Кара-Таш) — село в Кара-Кульджинском районе Ошской области Кыргызстана. Входит в состав Капчыгайского айылного аймака.

## География
Село расположено в северо-восточной части области, на правом берегу реки Тар, вблизи места впадения в неё реки Кара-Бель, на расстоянии приблизительно 34 километров (по прямой) к востоко-юго-востоку от села Кара-Кульджа, административного центра района. Абсолютная высота — 1751 метр над уровнем моря.

## Население
Согласно оценочным данным Национального статистического комитета Кыргызской Республики, численность населения села на начало 2023 года составляла 819 человек.
| год     | 2009 | 2014 | 2015 | 2020 | 2021 | 2023 |
| ------- | ---- | ---- | ---- | ---- | ---- | ---- |
| человек | 671  | 637  | 650  | 769  | 782  | 819  |